# Zwergsplintkäfer
Der Zwergsplintkäfer (Scolytus pygmaeus) ist ein Rüsselkäfer aus der Unterfamilie der Borkenkäfer (Scolytinae). Da er seine Brutsysteme in der Rinde der Wirtsbäume anlegt, wird er den Rindenbrütern zugerechnet.

## Merkmale
Die Käfer werden zwei bis drei Millimeter lang und haben einen schwarz gefärbten, walzenförmigen Körper. Der Halsschild ist groß und vorne verengt, die Basis und die Seiten sind kantig gerandet. Es verdeckt von oben gesehen nicht den Kopf. Die Stirn ist beim männlichen Käfer flach und mit langen Haaren versehen. Beim weiblichen Käfer ist die Stirn gewölbt und fast kahl (Sexualdimorphismus). Sie hat keinen Längskiel. Die Flügeldecken haben zwei Arten von Punktreihen und sind rotbraun gefärbt. Die Punktreihen liegen nur um Punktbreite auseinander. Der Nahtstreifen der Flügeldecken ist nicht eingedrückt. Das Abdomen steigt ab dem zweiten Sternit zum Ende hin schräg auf. Die Schienen (Tibien) der Vorderbeine sind außen glatt und besitzen eine hakenförmig gekrümmte Spitze. Das dritte Tarsenglied ist zweilappig.

## Verbreitung
Die Art ist in Mittel-, Südeuropa verbreitet. Sie kommt auch im nördlichen Kaukasus, der Ukraine und auf der Krim vor.

## Lebensweise
Der Zwergsplintkäfer kommt vor allem an Ulmen (Ulmus), aber auch an Hainbuche (Carpinus betulus), Rotbuche (Fagus sylvatica), Birken (Betula), Eichen (Quercus), Prunus-Arten sowie Olivenbaum (Olea europaea) vor. Er besiedelt die Rinde der Bäume. Das Fraßbild ist ein relativ kurzer, zwei bis drei, höchstens fünf Zentimeter langer, einarmiger Muttergang (Längsgang). Die bis zu 60 Larvengänge zweigen von diesem seitlich ab. Die Art bildet zwei Generationen pro Jahr. Die Käfer sind monogam.

## Systematik

### Synonyme
Aus der Literatur sind für den Hainbuchensplintkäfer folgende Synonyme bekannt:
- Bostrichus pygmaeus Fabricius, 1787
- Eccoptogaster pygmaeus Herbst, 1793
- Scolytus pygmaeus Olivier, 1795
- Hylesinus pygmaeus Fabricius, 1808
- Coptogaster pygmaeus Duftschmid, 1825
- Eccoptogaster balcanicus Eggers, 1911
- Scolytus armatus Comolli, 1837
- Scolytus pygmaeus ab. inaequipunctatus Butovitsch, 1929